# Histoire du christianisme en Grande-Bretagne
 (août 2025).
Le contenu est difficilement compréhensible vu les erreurs de traduction, qui sont peut-être dues à l'utilisation d'un logiciel de traduction automatique.

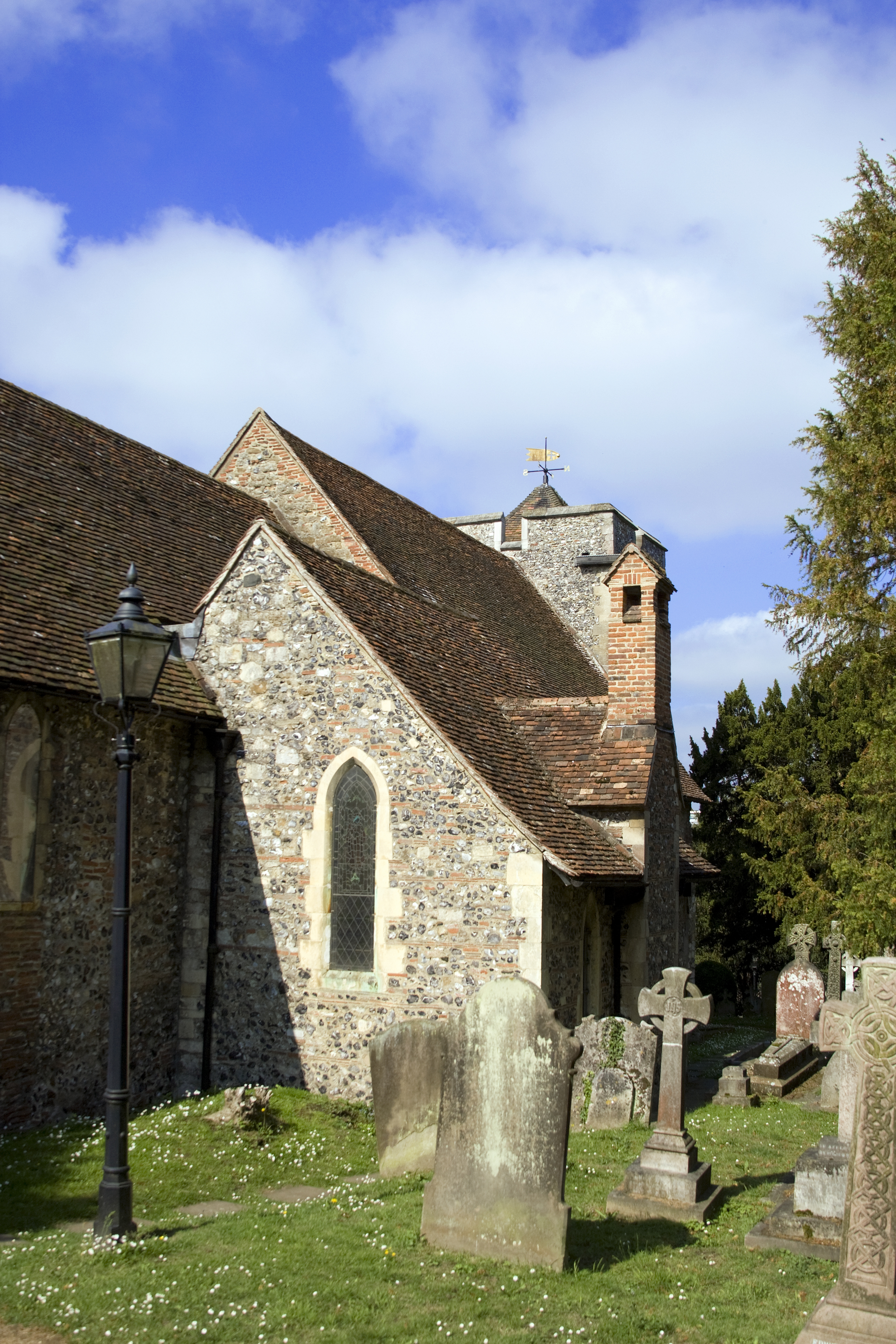
L'Église Saint-Martin de Canterbury est l'une des plus anciennes églises du monde située en Grande-Bretagne toujours en fonction. Il s'agit de la plus ancienne église paroissiale.

Le christianisme apparaît pour la première fois en Grande-Bretagne en Antiquité, lors de la période romaine. L'Église catholique est la forme dominante chrétienne en Grande-Bretagne du VIe siècle à la période de la Réforme au Moyen-Âge. L'Église d'Angleterre (anglicane) devient la religion d'État de l'Angleterre et du Pays de Galles en 1534 suite à la Réforme anglaise. Au Pays de Galles, la laïcité prend place en 1920 lorsque l'Église au pays de Galles se sépare de l'Église d'Angleterre. En Écosse, l'Église d'Écosse (presbytérienne), établie lors d'une Réforme écossaise séparée au XVIe siècle, est reconnue en tant qu'Église nationale, en revanche, n'est pas religion d'État. 
Suite à la Réforme, l'adhésion au catholicisme se poursuit à de niveaux variés dans diverses provinces de Grande-Bretagne, tout particulièrement parmi les récusants ainsi qu'au nord de l'Angleterre. Au milieu du XVIIe siècle, des formes de protestants non-conformistes, y compris les baptistes, les quakers, les congrégationalistes, les presbytériens anglais, et, plus tard, les méthodistes, se développent hors de la religion d'État.

## Bretagne
Le peuple britto-romain croit généralement en une large gamme de dieux et déesses, et vénèrent plusieurs d'entre eux, sélectionnant probablement certains dieux locaux et tribaux, ainsi que certaines divinités majeures vénérées à travers l'Empire. Les divinités britanniques indigènes et les divinités homologues romaines introduites sont vénérées dans la région, parfois en les syncrétisant ensemble, tel sont les cas d'Apollon-Cunomaglus et de Sulis-Minerve. Les temples romano-britanniques sont parfois érigés à des endroits qui étaient auparavant des sites de culte à l'époque préromaine de l'âge du fer britannique. Un nouveau style de fanum se développe, influencé par l'âge de fer ainsi que par les styles architecturaux impériaux romains mais se distinguant des deux, les bâtiments de ce style demeurent en fonction jusqu'au IVe siècle. Les cultes de différents dieux orientaux est également introduit en Bretagne, parmi eux Isis, Mithra, et Cybèle, le christianisme figure parmi ces cultes orientaux. L'archéologue Martin Henig suggère que pour « ressentir quelque chose de l'environnement spirituel du christianisme à cette époque », on pourrait le comparer à l'Inde moderne, où l'hindouisme, "un système majoritairement polythéiste", demeure dominant, et "là où les églises comportent des icônes du Christ et de la Vierge sont dans une infime minorité contrairement aux nombreux temples de dieux et déesses". 

## Angleterre

### Celtes
Le peuple britto-romain tardif semble être majoritairement chrétien lors de la Grande-Bretagne post-romaine. La coalition barbare de 368 en Bretagne ainsi que l'augmentation des raids à l'époque de la fin de la domination romaine en Grande-Bretagne connaissent l'esclavage. Des légendes médiévales ultérieures concernant la conversion de l'île sous le Roi Lucius de Bretagne, ou d'une mission de Philippe ou de Joseph d'Arimathie sont remises en cause en tant que "fraude pieuse" essayant d'établir l'indépendance ou l'ancienneté dans la hiérarchie ecclésiastique de l'époque Normande,,,. La première preuve archéologique ainsi que les archives crédibles démontrant une communauté suffisamment grande pour entretenir des églises ainsi que des évêques remontent aux IIIe siècle et IVe siècle. Ces structures organisationnelles plus formelles émergent des débuts matériellement modestes : la délégation britannique au Concile de Rimini doit quémander une aide financière auprès de ses semblables afin de pouvoir rentrer chez eux. La colonisation de la Grande-Bretagne par les Anglo-Saxons détruit la plupart des structures formelles de l'Église à l'est de la Grande-Bretagne au fur et à mesure de sa progression, remplaçant le christianisme par une forme de polythéisme germanique. Il semble y avoir une accalmie dans l'expansion saxonne vers l'ouest traditionnellement attribuée à la bataille du mont Badon mais, avec la peste jaune de Rhos causée par l'arrivée de la peste de Justinien vers 547, l'expansion reprend. Avant que Domnonée soit subjugué par le Wessex à Hingston Down en 838, cependant, il est en grande partie laissé à ses populations autochtones ainsi que ses pratiques, demeurant fondamentalement chrétiennes. L'oratoire Saint-Piran date du VIe siècle, le rendant l'un des plus anciens sites chrétiens existants en Grande-Bretagne. 

### Anglo-Saxons

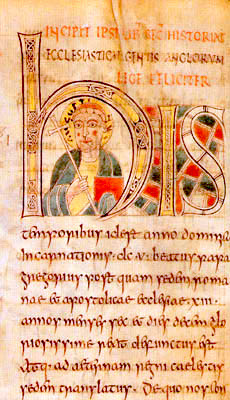
Portrait étiqueté AVGVSTINVS du Bède de Saint-Pétersbourg du milieu du VIIIe siècle, bien qu'il puisse s'agir de Grégoire le Grand

Tandis que le christianisme survit continuellement dans l'ouest culturellement brittonique, il est anéanti à l'est avec l'arrivée des Saxons jusqu'à ce qu'il soit de nouveau introduit à l'est de la Grande-Bretagne par la mission grégorienne, vers l'an 600. Du siège de son archidiocèse à Cantorbéry, Augustin de Cantorbéry, avec l'aide des missionnaires celtiques tel qu'Aidan de Lindisfarne et Cuthbert de Lindisfarne, parvient à établir des églises à Kent puis la Northumbrie : les deux provinces de l'Église d'Angleterre continuent d'être dirigées depuis les cathédrales de Cantorbéry et d'York. Cependant, Augustin échoue à établir son autorité sur l'Église du pays de Galles à Chester. En raison de l’importance des missions écossaises, la Northumbrie suit initialement l'Église indigène dans son calcul de Pâques ainsi que sa tonsure puis s'aligne sur Cantorbéry et Rome lors du Concile de Whitby. Premiers documents chrétiens anglais survivants de cette époque incluent les Évangiles de Lindisfarne enluminés datant du VIIe siècle ainsi que les récits historiques rédigés par Bède le Vénérable. 

### Normands

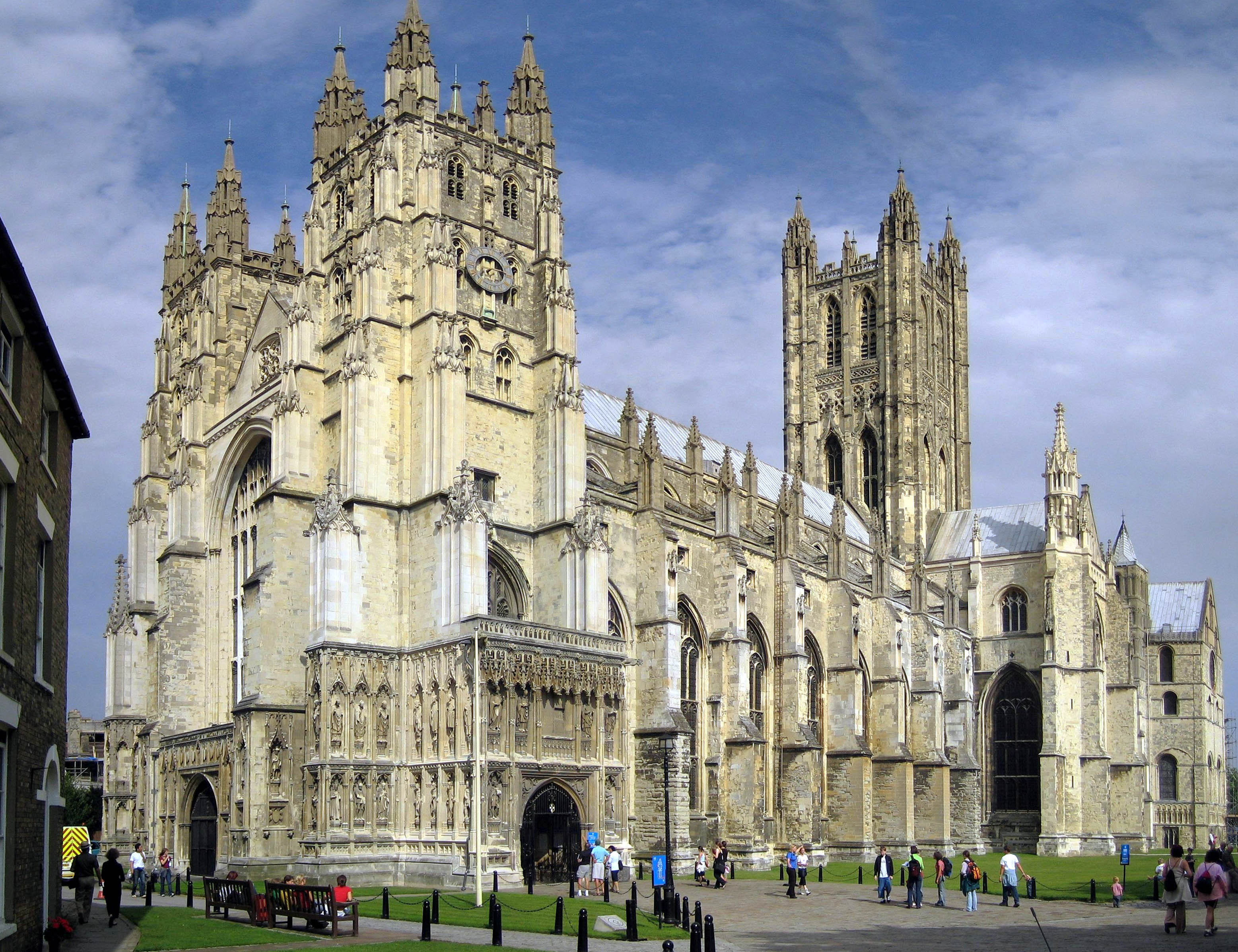
La Cathédrale de Canterbury, reconstruite dans le style roman dans les années 1070, dans le style gothique après avoir été incendiée en 1174, puis dans le style gothique perpendiculaire suite à un tremblement de terre en 1382

Après la conquête normande de l'Angleterre, le christianisme est généralement séparatiste, ses rois le droit de régner sur le pape en nommant des évêques.  
Au XIe siècle, les Normands envahissent l'Angleterre et commence à occuper le Pays de Galles. Osmond de Sées, évêque de Salisbury, codifie le Rite de Sarum et, avant que son successeur, Roger de Salisbury, un système d'allocations dotées se développe et laisse les positions ecclésiastiques indépendantes de l'évêque. Pendant le règne d'Henri II, la popularité montante des histoires du mythe du Graal coincïde avec le rôle de plus en plus central de la communion dans les rituels de l'Église. La tolérance des bénéfices élogieux aux personnes bien connectées d'occuper plusieurs fonctions simplement pour leurs revenus spirituels et temporels, sous-traitant les devoirs du poste envers les clercs inférieurs ou simplement les traiter comme sinécures. L'importance de tels revenus soulève la querelle des Investitures, qui éclate en Grande-Bretagne suite au combat engendré par le refus de Jean sans Terre d'accepter Étienne Langton, nommé par le pape Innocent III, en tant qu'archevêque de Cantorbéry. En 1208, l'Angleterre est placée sous interdit et Jean sans Terre est excommunié l'année suivante, ce dernier apprécie la saisie des revenus de l'Église mais finit par céder en raison de problèmes domestiques et les rivaux étrangers se renforcent par opposition papale. Bien que Jean sans Terre n'honore pas ses paiements, Innocent prend ensuite son parti et condamne catégoriquement la Magna Carta, la qualifiant de "non seulement honteuse et dégradante mais illégale et injuste". Le mouvement lollardiste, un mouvement religieux chrétien proto-protestant du XIVe siècle, dirigé par John Wycliffe, un théologien catholique qui fut renvoyé de l'Université d'Oxford en 1381 pour hérésie, ayant traduit la Bible en anglais. Condamné à titre posthume, son corps est exhumé puis brûlé, et ses cendres sont jetées dans la Swift.  
Même avant la conquête, Édouard le Confesseur revient de Normandie avec des maçons ayant bâti l'Abbaye de Westminster en 1042, dans le style roman. Les églises en forme de croix de l'architecture romane normande possèdent souvent de profonds chancels, ainsi qu'une croisée du transept carré, demeurant une caractéristique de l'architecture ecclésiastique anglaise. L'Angleterre a de nombreuses cathédrales primitives, plus notoirement la cathédrale de Westminster (1079), la cathédrale d'York (1080), la cathédrale de Durham (1093), ainsi que la (nouvelle) cathédrale de Salisbury (1220). Suite à un incendie ayant endommagé la cathédrale de Canterbury en 1174, les maçons normands introduisent le style gothique, se développant en architecture gothique anglaise à la cathédrale Saint-André de Wells et la cathédrale de Lincoln vers 1191. L'Université d'Oxford ainsi que l'Université de Cambridge ouvrent leurs portes en tant qu'universités religieuses, respectivement au XIe siècle ainsi qu'au XIIIe siècle.  

### Réforme anglaise

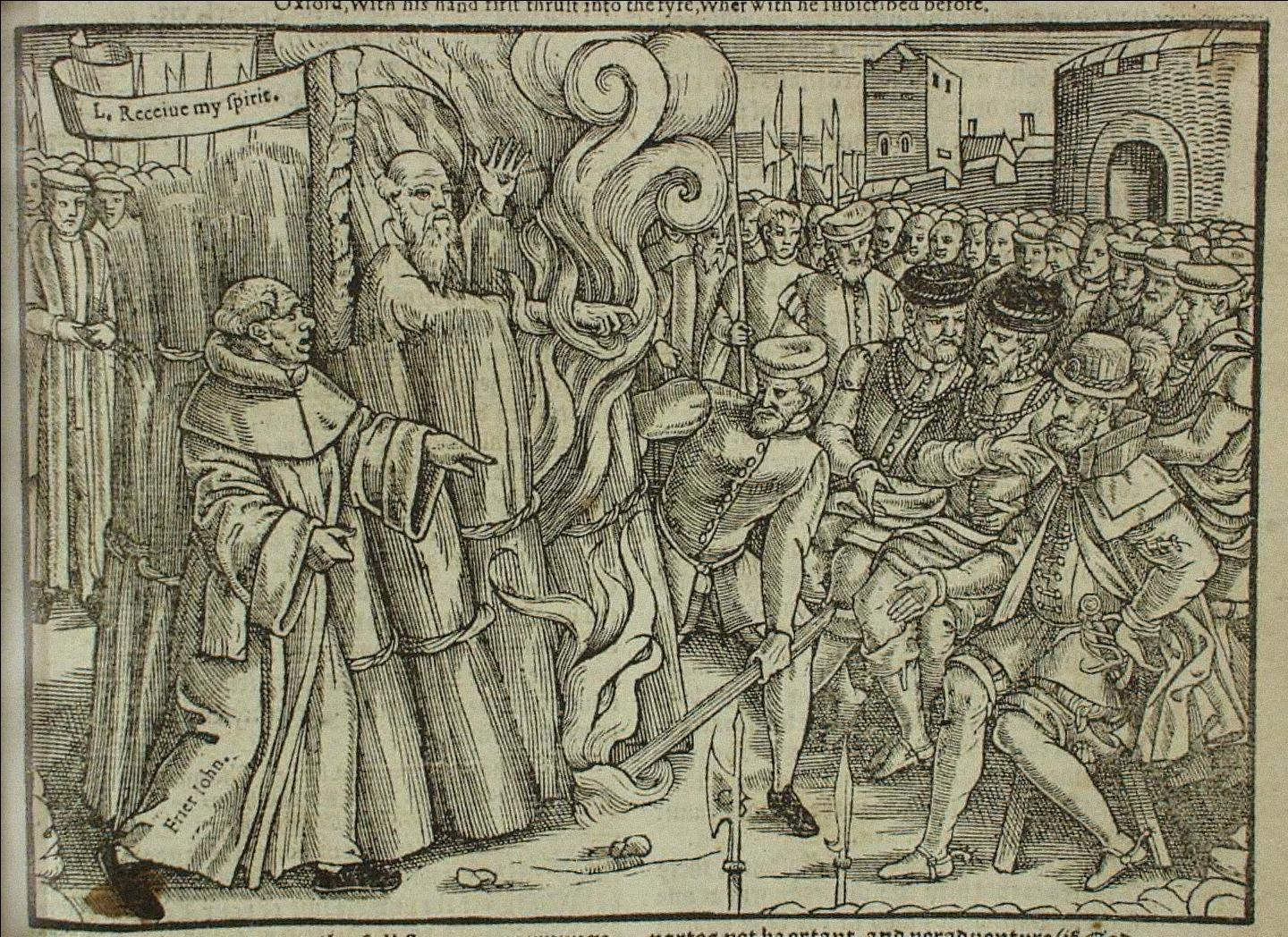
Thomas Cranmer, archevêque de Cantorbéry et auteur du premier des deux Livres de la prière commune, ayant été brûlé au bûcher lors des persécutions mariales, du Livre des Martyrs de John Foxe

Henri VIII est nommé Défenseur de la Foi (Fidei Defensor) en raison de son opposition à la réforme de Luther. Le fait qu'il n'a aucun héritier en vie, ainsi que l'incapacité du pape Clément VII de lui permettre de divorcer de sa femme tandis que les armées de son neveu détiennent Rome, cependant, incitent Henri à convoquer le Parlement de la Réforme anglaise et invoquer le statut de Praemunire contre l'Église d'Angleterre, menant finalement à la soumission du clergé de 1532 ainsi que l'Acte de suprématie de 1534 faisant de l'Église d'Angleterre une église nationale indépendante, n'étant plus sous la gouvernance du pape, mais dont le Roi est le Gouverneur Suprême. (Il est parfois déclaré à tort que l'Église d'Angleterre avait déjà établie à cette époque. L'Église d'Angleterre était une province de l'Église catholique vers 600 après J-C. lorsque Augustin devient le premier Archevêque de Cantorbéry. Par conséquent, l’Église d’Angleterre n’aurait pas pu être établie à une époque où elle existait depuis plus de 900 ans). Une loi adoptée la même année en fait un acte de trahison afin de publiquement s'opposer à ces mesures : John Fisher et Thomas More ainsi que de nombreux autres hommes deviennent martyrs en raison de n'avoir jamais renié leur foi catholique. La peur d'une invasion étrangère est une préoccupation jusqu'à la déroute de l'Invincible Armada en 1588, mais la ventes de terrains suite à la dissolution des monastères rassemble la plupart de l'aristocratie derrière le changement. Les rébellions religieuses dans le Lincolnshire ainsi que dans le Yorkshire en 1536, dans le Cumberland en 1537, ainsi que dans le Devon et les Cornouailles en 1549 sont rapidement traitées. La doctrine de la réforme anglaise diffère peu au début, sauf en ce qui concerne l'autorité royale sur le droit canonique : le Luthéranisme est toujours condamné et John Frith, Robert Barnes, ainsi que d'autres protestants deviennent également martyrs, y compris William Tyndale, dont l'ouvrage The Obedience of a Christian Man (« L'obéissance d'un chrétien ») a inspiré la rupture d'Henri avec Rome et dont la traduction de la Bible forme la base de la Great Bible d'Henri. Pendant ce temps-là, les lois de 1535 et 1542 fusionnent complètement le Pays de Galles avec l'Angleterre.  
Pendant les 150 prochaines années, la politique religieuse varie en fonction du chef d'État : Édouard VI ainsi que ses régents sont en faveur d'un plus grand protestantisme, comprenant de nouveaux livres de la prière commune, ainsi que le Livre de l'Ordre Commun. Sa sœur, Marie Ire, restaure le catholicisme après avoir négocié avec le pape mettant fin aux revendications de Rome sur les anciennes terres de l'Église, mais deux grossesses nerveuses laissent sa sœur, Élisabeth Ire, en tant que son héritière. Concernant l'ascension d'Élisabeth, la Loi d'uniformité de 1558, l'Acte de Suprématie de 1558, le Serment de suprématie, ainsi que les Trente-neuf articles de 1563 forment le Règlement élisabéthain restaurant l'Église d'Angleterre protestante. Les vicissitudes du clergé à cette époque sont satirisés dans « Le Vicaire de Bray ». La bulle papale Regnans in Excelsis soutenant le soulèvement du Nord ainsi que les rébellions des Geraldines du Desmond irlandaises contre Élisabeth s'avère inefficace, mais tout aussi inefficaces sont les exilés mariaux revenant de Genève en tant que puritains. Jacques Ier soutient les évêques anglicans ainsi que la production d'une Bible anglaise officielle tandis que la persécution contre les catholiques diminue, de nombreuses tentatives contre sa personne-dont la conspiration accessoire et la conspiration des Poudres- menant à des mesures plus sévères. Charles Ier provoque la guerre des évêques en Écosse et finalement la guerre civile en Angleterre. Le Long Parlement victorieux restructure l'Église lors de l'Assemblée de Westminster de 1643 et publie une nouvelle Confession de foi de Westminster (Les baptistes anglais rédigent leur propre confession de foi). Suite à la réforme, d'onéreuses lois pénales sont promulguées contre les Dissidents anglais, y compris le Code Clarendon. Charles II et Jacques II essaient de déclarer des indulgences royales d'autres confessions en 1672 et en 1687, la première est rétractée en faveur du premier Test Act, qui-avec le complot papiste- mène à l'Exclusion Bill et la dernière contribue à la Glorieuse Révolution de 1688.

### De 1689 à 1945

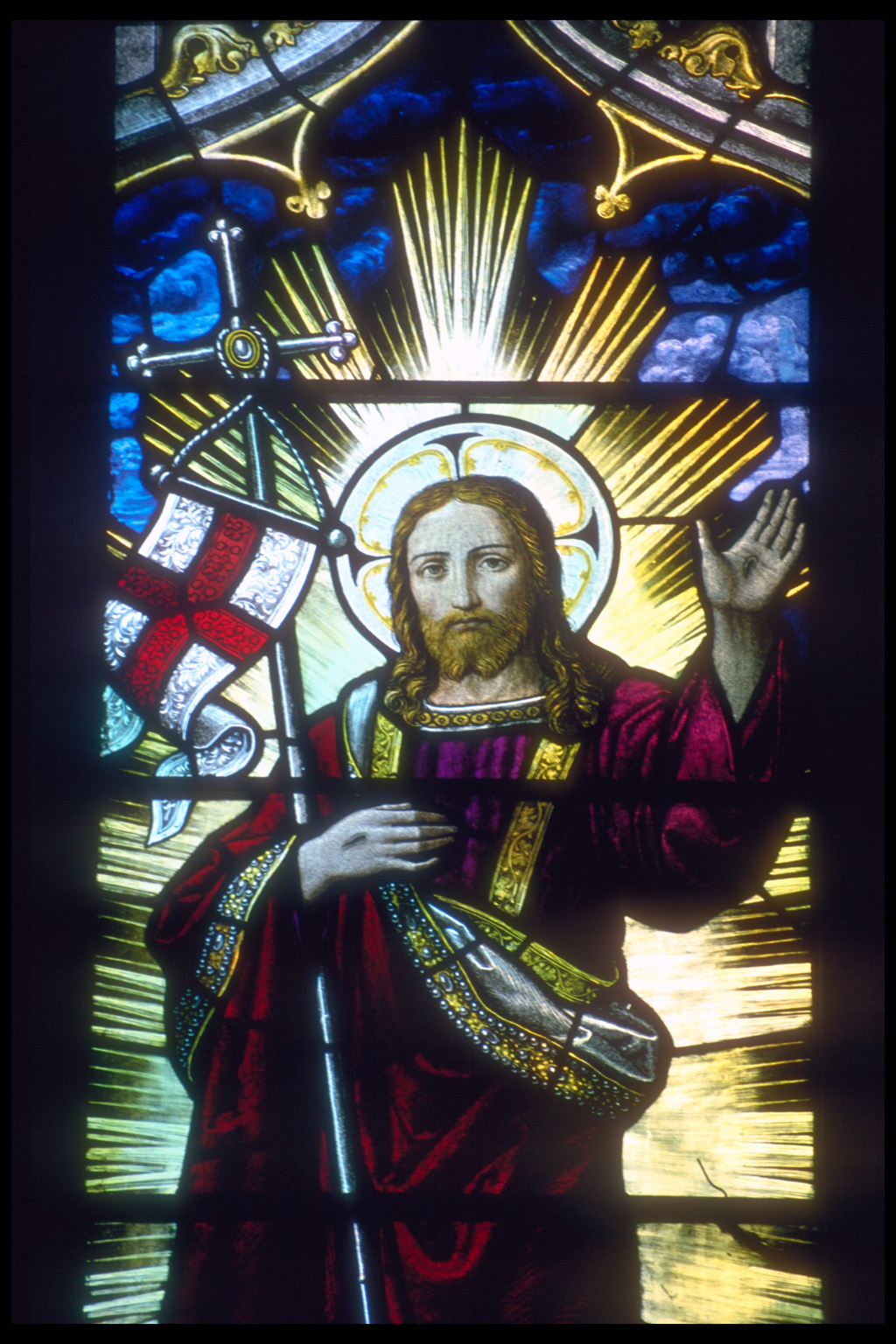
Un vitrail représentant Jésus dans la Cathédrale de Rochester de Kent, incorporant le drapeau de l'Angleterre

Le règlement religieux de 1689 a façonné la politique jusque dans les années 1830,. L'Église d'Angleterre n'est pas uniquement dominante dans les affaires religieuses, mais elle empêche les étrangers d'accéder à des postes à responsabilité dans le gouvernement local ainsi que le gouvernement national, le commerce, les professions, et le monde universitaire. En pratique, la doctrine du droit divin des rois persiste, les vieilles animosités diminuent, et un nouvel esprit de tolérance circule. Les restrictions destinées aux non-conformistes sont pour la plupart ignorées ou doucement encouragées. Les protestants, y compris les quakers, œuvrant au renversement du Roi Jacques II sont récompensés. L'Édit de tolérance permet aux non-conformistes possédant leurs propres chapelles, enseignants et prédicateurs, ainsi que leur propre censure, d'être relâchés.  

#### Anticatholicisme
De sévères sanctions destinées aux catholiques demeurent jusqu'à la menace d'une restauration française mettant fin au règne des rois catholiques Stuart, mais elles sont rarement imposées, et, après cela, sont lentement encouragées jusqu'à ce que l'émancipation des catholiques soit accomplie en 1829. L'échec des rébellions jacobites pro-catholiques ainsi que la reconnaissance du pape Clément XIII de George III suite à la mort de Jacques François Stuart en 1766 permettent l'enlèvement graduel des lois anticatholiques, un processus que nous connaissons désormais sous le nom d'émancipation des catholiques, qui inclut la Restauration de la hiérarchie anglaise,. 

#### Le renouveau évangélique

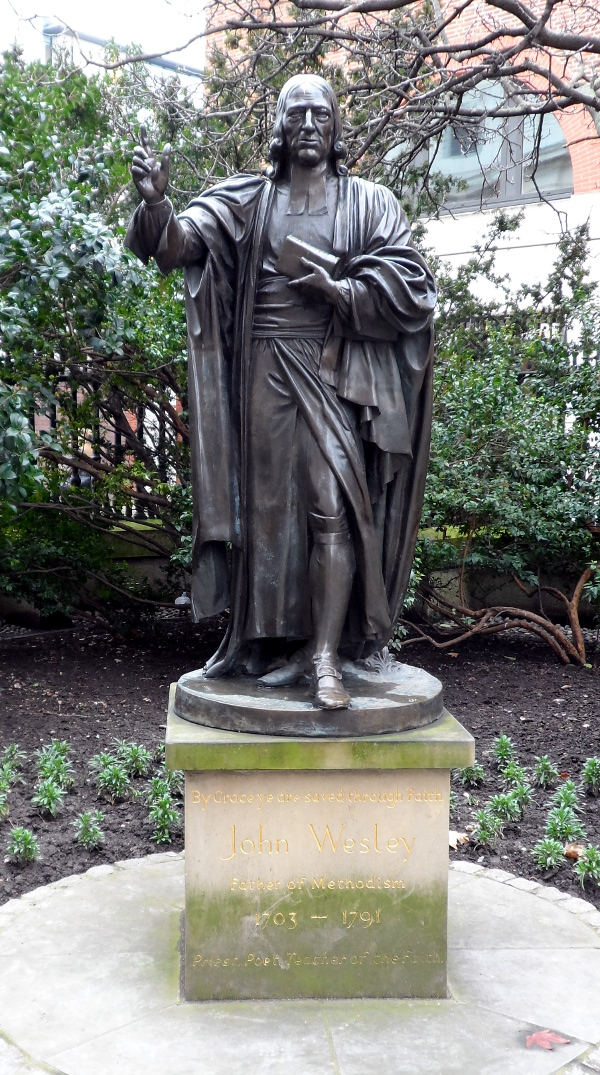
Statue de John Wesley, le fondateur du Méthodisme

Le mouvement évangélique au sein et hors de l'Église d'Angleterre gagne en force à la fin du XVIIIe siècle et au début du XIXe siècle. Le mouvement défie la sensibilité traditionnelle religieuse insistant sur un code de l'honneur dédié à l'élite, ainsi qu'un comportement approprié dédié à tous les autres, avec des observances fidèles des rituels. John Wesley et ses disciples prêchent la religion évangélique, essayant de convertir les individus à une relation personnelle avec le Christ à travers la lecture de la Bible, une prière régulière, et tout particulièrement l'expérience du renouveau. Wesley lui-même prêche 52 000 fois, appelant les hommes et les femmes à "racheter le temps" ainsi que sauver leurs âmes. Wesley opère toujours au sein de l'Église d'Angleterre, mais à l'approche de son décès, il met en place des institutions extérieures qui deviendra l'Église méthodiste. Elle se tient à côté du non-conformisme traditionnel des presbytériens, des congrégationalistes, des baptistes, des unitariens, ainsi que des quakers. Les premiers non-conformistes, en revanche, sont moins influencés par le méthodisme. 
L'Église d'Angleterre demeure dominante, mais détient une faction évangélique et méthodiste grandissante : la "Basse Église". William Wilberforce et Hannah More en sont ses dirigeants. Elle atteint l'élite via la secte de Clapham. Ne recherchant pas de réforme politique, mais plutôt l'opportunité de sauver les âmes via l'action politique en libérant les esclaves, en abolissant le duel, en interdisant la maltraitance infantile et animale, en cessant les jeux d'argent, ainsi qu'en évitant la frivolité concernant le jour du Seigneur. Ils lisent la Bible chaque jour. Toutes les âmes sont égales aux yeux de Dieu, mais pas tous les corps, ainsi les évangéliques ne remettent pas en cause la structure hiérarchique de la société anglaise. 

#### Recensement de 1851
Dans le cadre du recensement du Royaume-Uni de 1851, le gouvernement mène un recensement de la participation aux offices religieux en Angleterre et au Pays de Galles le 30 mars 1851. Les rapports sont recueillis auprès des ministres locaux signalant leur présence à leurs offices le 30 mars 1851. L'effet des individus assistant à plusieurs offices (matin/après-midi/soir) n'a pu être entièrement pris en compte, mais le nombre estimé d'individus ayant assisté à un office à un certain moment de la journée est de 7 261 032 personnes. Le nombre d'individus ayant assisté à l'office matinal s'élève à 4 647 482 individus, et nombre total de participants (y compris les doubles) s'élève à 10 896 066 individus. La population entière de l'époque s'élève à 17,9 millions d'individus.

#### Activité missionnaire
Alors que le Premier Empire britannique est à son apogée au XVIIIe siècle, les missionnaires anglicans et méthodistes sont actifs au sein des 13 colonies américaines. Les méthodistes, dirigés par George Whitefield, ont davantage de succès et suite à la révolution et une dénomination méthodiste américaine entièrement distincte émerge et devient la plus grande dénomination protestante des nouveaux États-Unis. Un problème majeur pour les fonctionnaires coloniaux est la demande de l'Église d'Angleterre d'installer un évêque américain, la plupart des américains s'opposent à cette requête et aucun évêque américain n'est établi. De plus en plus de fonctionnaires coloniaux adoptent une position neutre concernant les affaires religieuses, y compris dans ces colonies tel que la Virginie où l'Église d'Angleterre est officiellement établie, mais en pratique, contrôlée par des laïcs dans les sacristies locales. Après la libération des Américains, les officiers britanniques décident de rehausser le pouvoir ainsi que la richesse de l'Église d'Angleterre dans toutes les colonies, tout particulièrement en Amérique du Nord britannique (Canada). 
Lors du Nouvel impérialisme du XIXe siècle, la London Missionary Society ainsi que d'autres société lui étant semblables sont actives dans l'Empire britannique ainsi que dans le monde entier, comprenant notamment l'œuvre de l'Écossais David Livingstone en Afrique. De nouveaux ordres religieux sont établis au sein de l'église anglicane. 
Toutes les principales dénominations sont impliquées dans les missions du XIXe siècle, y compris l'Église d'Angleterre, les presbytériens d'Écosse, ainsi que les non-conformistes. Une grande partie de l’enthousiasme provient du renouveau évangélique. Au sein de l'Église d'Angleterre, la Church Mission Society apparaît en 1799 et continue à entreprendre une activité dans le monde entier, y compris dans ce qui est devenu connu sous le nom de « Moyen-Orient »,,. 
Les sociétés missionnaires fondent leurs propres opérations n'étant pas supervisées ni dirigées par le ministère des Colonies. Des tensions émergent entre les missionnaires et les fonctionnaires coloniaux. Ces derniers craignent que les missionnaires pourraient semer la zizanie ou encourager les natifs à défier l'autorité coloniale. En général, les fonctionnaires coloniaux sont beaucoup plus à l'aise de travailler avec les dirigeants locaux établis, y compris les religions natives, plutôt qu'introduire la force de division du christianisme. Cela s’avère particulièrement problématique en Inde, où les très rares élites locales sont passionnées par le christianisme. En Afrique, particulièrement, les missionnaires convertissent de nombreux individus. Au XXIe siècle, il y a davantage d'anglicans au Nigéria qu'en Angleterre, et ils sont culturellement et théologiquement davantage conservateurs,. 
Les missionnaires se concentrent de plus en plus sur l’éducation, l'assistance médicale, ainsi que la modernisation à long terme de la personnalité autochtone pour inculquer les valeurs de la classe moyenne européenne. Ils établissent des écoles ainsi que des cliniques médicales. Les missionnaires chrétiens jouent un rôle public, tout particulièrement en encourageant l'hygiène et la santé publiques. De nombreux missionnaires se forment afin de devenir médecins, ou suivent des cours spéciaux en santé publique et en médecine tropicale au Livingstone College, à Londres. 

#### De 1900 à 1945

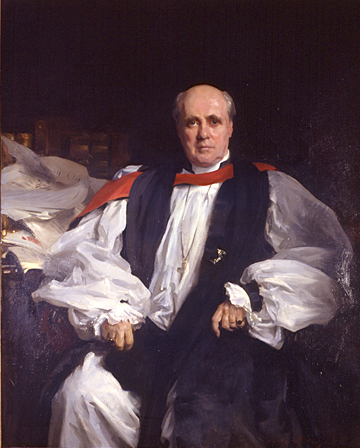
Randall Davidson, archevêque de Canterbury

Au , les mouvements liturgiques et œcuméniques sont d'importants développements. Randall Davidson, archevêque de Canterbury entre 1903 et 1928, est peut-être l'homme d'église le plus influent. 
Un cas curieux est Ernest Barnes, évêque de Birmingham, qui est un moderniste très visible opposé aux pratiques et rituels anglo-catholiques. Il prêche le darwinisme et ridiculise de nombreuses croyances chrétiennes, tout particulièrement le sacrement de la Sainte Communion ainsi que la résurrection du Christ. Cela a conduit à des appels à sa démission en tant qu'évêque, qu'il refuse, mais Davidson attaque Barnes dans une lettre ouverte. 
Bien que la population globale ne cesse de croître et que le nombre de membres catholiques suit le rythme, le nombre de membres protestants, lui, diminue. De 30 à 50 millions, le nombre de membre protestants chute à 5, 7 millions en 1920, puis 5, 4 millions en 1940, et enfin 4, 3 millions en 1970. Le déclin de l'Église d'Angleterre est parallèle. Le méthodisme, le plus grand des non-conformistes, atteint un pic de 841 000 membres en Grande-Bretagne en 1910, il chute à 802 000 en 1920, 792 000 en 1940, 729 000 en 1960 et 488 000 en 1980. Les non-conformistes fondent une base solide dans les districts industriels spécialisés dans l'exploitation minière, le textile, l'agriculture et la pêche ; ce sont des industries en déclin, dont la part de la main-d'œuvre masculine totale est en baisse constante, passant de 21 % en 1921 à 13 % en 1951. Alors que les familles migrent vers le sud de l'Angleterre, ou dans les banlieues, ils perdent souvent le contact avec la religion de leur enfance. Les répercussions politiques sont très sérieuses pour le Parti libéral, qui est en grande partie basé au sein de la communauté non-conformiste, et perdant rapidement ses membres dans les années 1920 alors que ses dirigeants se disputent, les catholiques irlandais ainsi que de nombreux membres de la classe ouvrière se dirigent vers le Parti travailliste, et une partie de la classe moyenne se dirige vers le Parti conservateur. Espérant endiguer le déclin des membres, les trois groupes méthodistes majeurs s'unissent en 1932. En Écosse, les deux principaux groupes presbytériens, l'Église d'Écosse, ainsi que l'Église libre unie d'Écosse fusionnent en 1929 pour la même raison. Néanmoins, le déclin constant se poursuit. Les non-conformistes présentent non seulement un déclin des membres, mais également une baisse dramatique de dynamisme. La fréquentation de l'école du dimanche chute, il y a moins de pasteurs. L'antagonisme vis-à-vis de l'anglicanisme décline vivement, et de nombreux non-conformistes importants deviennent anglicans, y compris des pasteurs éminents. Il y a une diminution de la taille et de la ferveur des congrégations, moins d'intérêt pour le financement des missionnaires, un déclin de l'intellectualisme, ainsi que des plaintes répétées concernant le manque d'argent. L'historien Denis William Brogan rapporte :
« Depuis le grand raz-de-marée libéral de 1906, l'un des plus grands changements du paysage religieux et social anglais a été le déclin du non-conformisme. Ce déclin est dû en partie à l'affaiblissement général de l'emprise du christianisme sur le peuple anglais, et en partie à la relative insignifiance du point de vue particulièrement non-conformiste (par opposition au christianisme) du monde contemporain et de ses problèmes. »
L’un des aspects du déclin à long terme de la religiosité est le manque d'intérêt qu'ont les protestants à envoyer leurs enfants dans des écoles confessionnelles.Dans les localités à travers l'Angleterre, de violentes batailles éclatent entre les non-conformistes, les anglicans et les catholiques, chacun ayant son propre système scolaire financé par les impôts, écoles laïques, et contribuables. Les non-conformistes ont depuis longtemps pris la tête de la lutte contre les anglicans, qui, un siècle auparavant, avaient pratiquement monopolisé l'éducation. Le partage anglican de la population de l'école primaire chute de 57 % en 1918 à 39 % en 1939. Avec le déclin soutenu de l’enthousiasme non-conformiste, leurs écoles ferment les unes après les autres. En 1902, les églises méthodistes opèrent 738 écoles, il n'en reste que 28 en 1996. 
La Grande-Bretagne continue de se considérer comme un pays chrétien, il existe certains athées ou non-croyants, et contrairement au continent, il n'y a aucun anticléricalisme à mentionner. Un tiers ou plus prie chaque jour. De grandes majorités utilisent les offices religieux officiels pour marquer une naissance, un mariage ou un décès. La grande majorité croit en Dieu et au paradis, bien que la croyance en l'enfer s'est effondrée après tous les décès de la guerre mondiale. Après 1918, les offices de l'Église d'Angleterre arrêtent pratiquement toute discussion concernant l'enfer. 
Alors que l’anti-catholicisme décline fortement après 1910, l'Église catholique grandit en nombre, grandit rapidement en termes de prêtres et de religieuses, et étend ses paroisses des zones industrielles interurbaines aux zones plus suburbaines. Bien qu'elle soit sous-représentée dans les niveaux supérieurs de la structure sociale, à l'exception de certaines vieilles familles catholiques aristocrates, le talent catholique émerge dans le journalisme ainsi qu'en diplomatie. Une évolution frappante est la forte augmentation des conversions très médiatisées d'intellectuels et d'écrivains, y compris celui connu de tout le monde, G. K. Chesterton, ainsi que Christopher Dawson, Maurice Baring, Ronald Knox, Sheila Kaye-Smith, William Orchard, Alfred Noyes, Rosalind Murray, Arnold Lunn, Eric Gill, David Jones, Evelyn Waugh, Graham Greene, Manya Harari, et Frank Pakenham. 

### Depuis 1945
D'actuels débats concernent l'ordination des femmes ainsi que l'acceptation de l'homosexualité au sein de l'Église et du clergé. L'église établie continue de compter beaucoup plus de membres baptisés, bien que l'immigration issue d'autres pays signifie que l'Église catholique en Angleterre-et-Galles restaurée a désormais une plus grande fréquentation lors de ses offices hebdomadaires,. 
Tout en identifiant un déclin significatif dans les données statistiques sur la fréquentation des églises à partir des années 1950, Paul Backholer, auteur de Britain, A Christian Country, trouve des exceptions notables à ce déclin, qui incluent les deux millions de personnes ayant assisté aux campagnes de Billy Graham au Royaume-Uni de 1954 à 1955. Avec le stade de Wembley rempli à ras bord avec 120 000 personnes, le rassemblement de Graham, ayant lieu le 23 mai 1954, est appelé "le plus grand rassemblement religieux de Grande-Bretagne de tous les temps". Les mouvements du renouveau ultérieurs comprennent le mouvement pentecôtiste, le renouveau charismatique, et plus récemment, une croissance rapide des églises des minorités ethniques. Tandis que la fréquentation de l'église décline encore, il conclut que la Grande-Bretagne demeure "Historiquement et culturellement chrétienne par nature", quelque chose qu'il note est reconnu par d'importants dirigeants de confessions minoritaires en Grande-Bretagne, en tant qu'une expression de tolérance. 

#### Catholiques
Le catholicisme anglais continue de se développer durant les deux premiers tiers du XXe siècle, lorsqu'il s'associe principalement avec des éléments au sein de la classe intellectuelle anglaise et la population irlandaise ethnique. Les taux de participation à la messe demeurent élevés contrairement à l'église anglicane ainsi que les églises protestantes non-conformistes. Le nombre de membres du clergé, qui débute le XXe siècle à moins de 3 000, atteint un sommet de 7 500 en 1971. 
Au cours des dernières années du XXe siècle, les faibles nombres de vocations affectent également l'église, avec les ordinations sacerdotales chutant par centaines à la fin du XXe siècle dans les dizaines en 2006, 20 hommes sont ordonnés au sacerdoce diocésain en 2011 et 31 en 2012.
Le mouvement social montant des catholiques irlandais de la classe ouvrière vers la classe moyenne des banlieues signifie souvent leur assimilation avec une société laïque anglaise plus large, ainsi que la perte d'une identité catholique séparée. Le Deuxième concile œcuménique du Vatican est suivi, tel que dans d'autres pays occidentaux, par des divisions entre le catholicisme traditionnel ainsi qu'une forme plus libérale de catholicisme affirmant s'inspirer du concile. Cela cause des difficultés à de nombreux convertis préconciliaires, bien que d’autres rejoignent encore l’Église au cours des dernières décennies (par exemple, Malcolm Muggeridge et Joseph Pearce), ainsi que des personnages publics (étant bien souvent des descendants de familles réfractaires) tel que Paul Johnson, Peter Ackroyd, Antonia Fraser, Mark Thompson, le Directeur général de la BBC, Michael Martin, le premier catholique à occuper le poste de président de la Chambre des communes du Royaume-Uni depuis la réforme, Chris Patten, le premier catholique à occuper le poste de chancelier d'Oxford depuis la réforme, Piers Paul Read, Helen Liddel, Haut-commissaire de Grande-Bretagne en Australie et ancienne femme du premier ministre, Cherie Blair, n'ont aucune difficulté à faire connaître leur catholicisme dans la vie publique. L'ancien premier ministre Tony Blair est reçu en pleine communion avec l'Église catholique en 2007. Catherine Pepinster, la rédactrice en chef de Tablet, fait remarquer : "L'impact des immigrés irlandais est identique. Il existe d'éminents nombreux militants, candidats, universitaires, artistes (tel que Danny Boyle, catholique le plus populaire du showbiz en raison de son film Slumdog Millionaire), des personnages politiques ainsi que des écrivains. En revanche, les descendants des familles réfractaires sont toujours une force dans le pays",,.